# Raymonde Martin
Pour les articles homonymes, voir Martin.
Raymonde Charlotte Marie Martin, née à Marseille le 15 janvier 1887, et morte dans la même ville le 7 décembre 1977, est une sculptrice française, une des rares femmes à s’être vu attribuer la réalisation de monuments aux morts.

## Biographie
Raymonde Martin commence sa formation à l'école des beaux-arts de Marseille, dont les archives conservent des dessins. Élève de Laurent Marqueste puis de Jean-Antoine Injalbert à l'École des beaux-arts de Paris, elle expose au Salon des artistes français entre 1913 et 1923, notamment des groupes sur le thème lien maternel : Femme et enfant, étude en plâtre, 1913 ; Jeune fille et enfant, plâtre, 1914 ; Maternité, plâtre, 1920 ; Mère et enfant, plâtre, 1922.
Pendant la Première Guerre mondiale, Raymonde Martin est infirmière sur le front. Après le conflit, elle pense reprendre ses études aux Beaux-Arts de Paris, mais seuls les jeunes gens  bénéficient d'une prolongation de la limite d'âge après leur mobilisation; elle doit solliciter du directeur le bénéfice de la même disposition que pour les hommes, et obtient finalement gain de cause.
Elle fait la connaissance d'Isadora Duncan qui habite le même immeuble qu'elle à Paris. La célèbre danseuse s'étonne que Raymonde Martin soit obligée de recouvrir ses statuettes de nus quand elle les transporte hors des Beaux-Arts. Celle-ci lui explique que c'est une règle à laquelle les hommes ne sont pas soumis.
En 1920, elle remporte le prix Palais de Longchamp de la fondation Bartholdi et obtient une bourse d'études qui la conduit à Antioche.
En 1923, elle sculpte pour le Monument aux morts de Néris-les-Bains (Allier) deux bas-reliefs en marbre, La Douleur et L’Hommage, dont les modèles figurent au Salon de 1921. Elle est également l’auteur du Monument aux morts des Andelys.
On lui doit, par ailleurs, des réalisations en terre-cuite de santons de Provence conservés au musée d'art sacré du Gard à Pont-Saint-Esprit, et au musée du Terroir Marseillais à Château-Gombert.
Raymonde Martin cesse d'exposer au début des années 1930. Elle est enterrée au cimetière Saint-Pierre de Marseille, où une rue porte son nom dans le 13e arrondissement.
Raymonde Martin est la tante de la comédienne Denise Gence, de la photographe Danièle Lazard, de l'illustratrice et plasticienne Françoise Joire et la grand-tante du sculpteur et photographe Gaston Marie Martin.

## Galerie

L'atelier de Laurent Marqueste, classe de jeunes filles à l'École des beaux-arts de Paris, avant 1914.
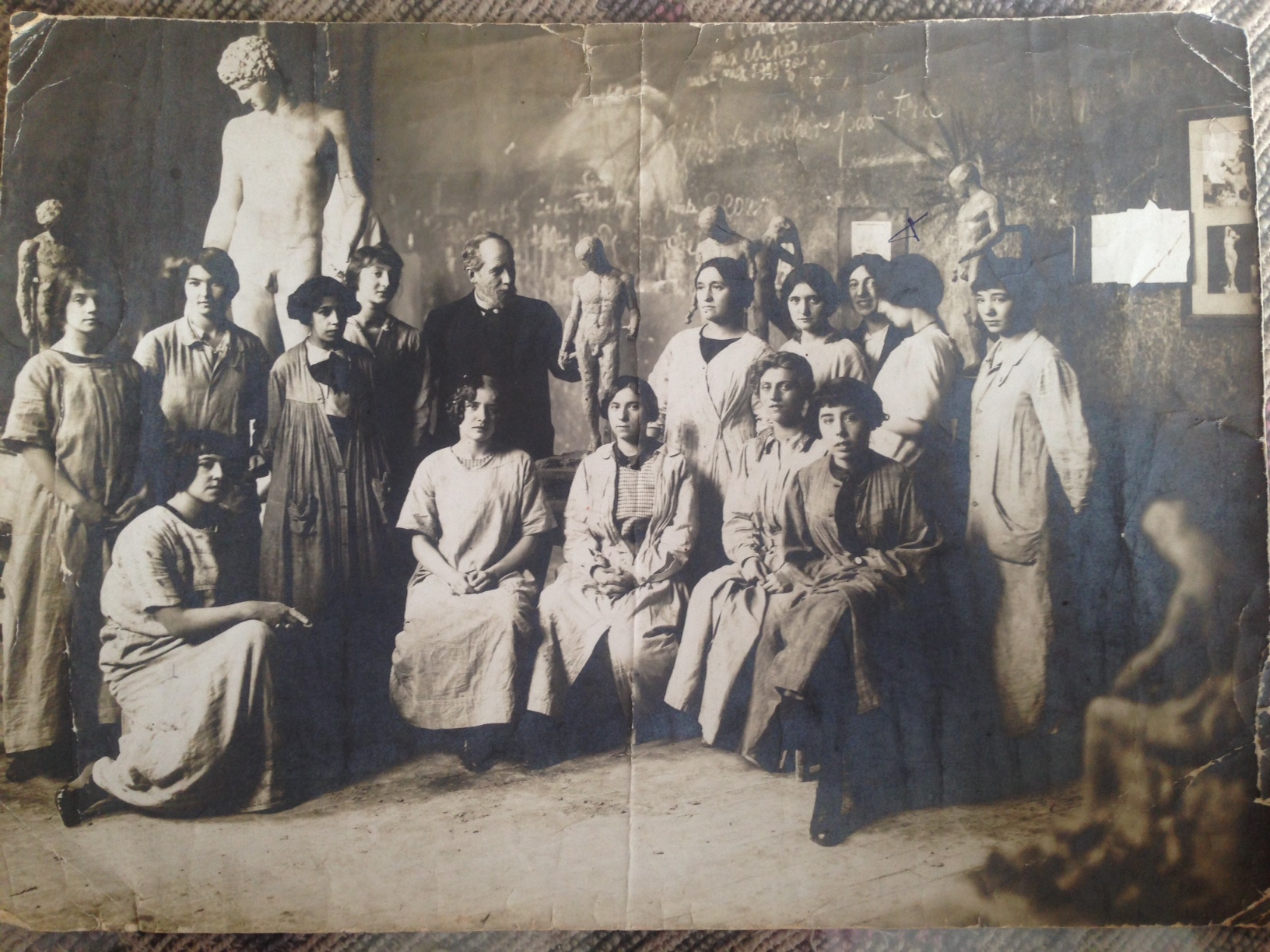
Raymonde Martin à droite de profil. Collection Gaston Marie Martin[réf. nécessaire].
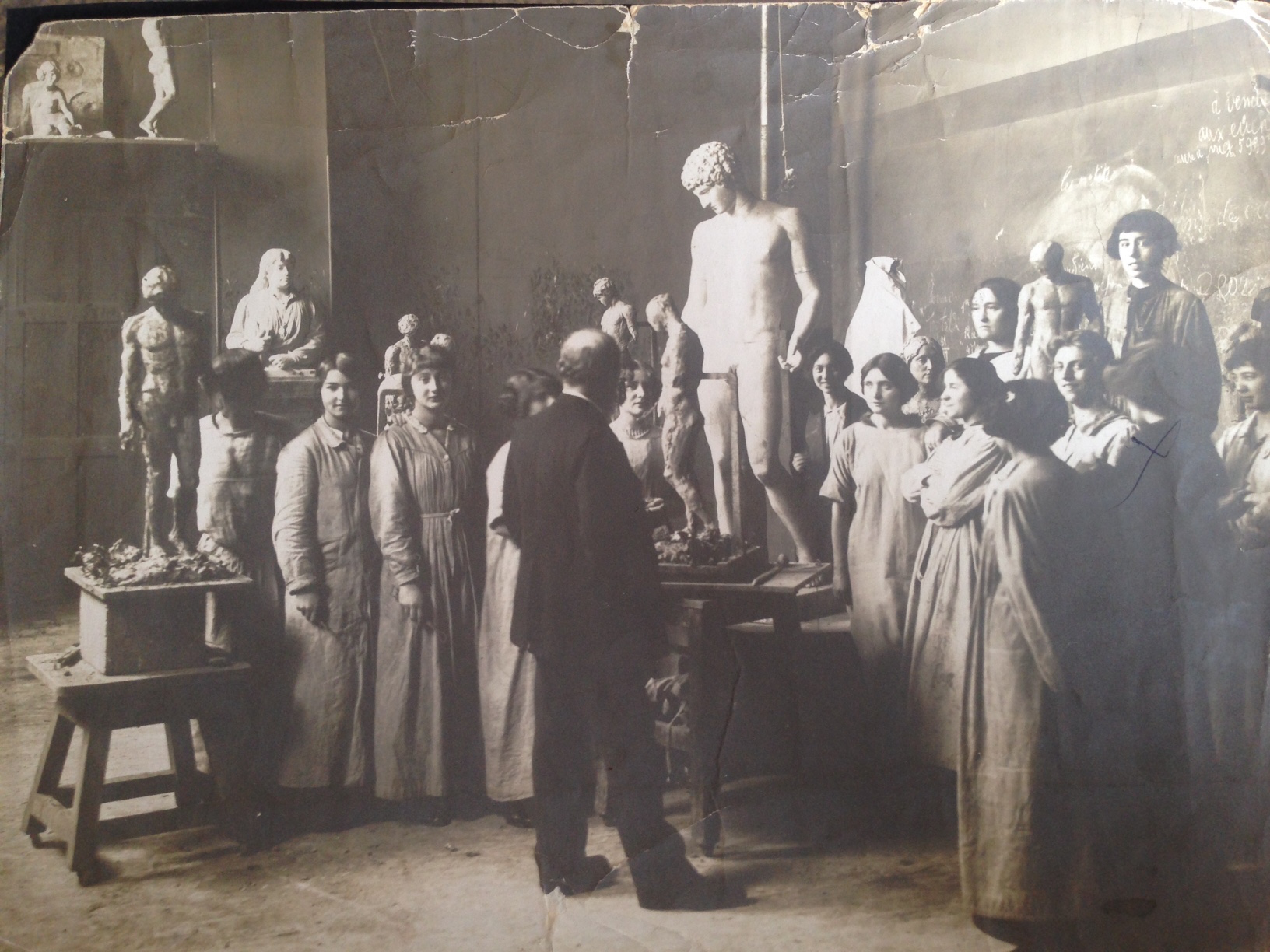
Raymonde Martin à droite, vêtue de sombre, marquée d'une croix. Collection Gaston Marie Martin[réf. nécessaire].